# Svea (kalender)

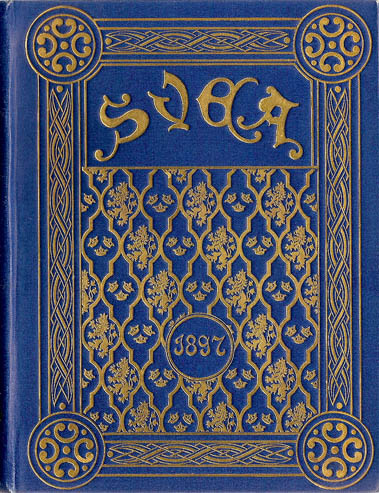
Omslaget till Svea årgång 53 för år 1897, tryckt 1896.

Svea Folk-Kalender, eller Svea, var en svensk kalender som utgavs en gång om året 1844 (kalendern för år 1845) – 1907 och 1924 av Albert Bonniers förlag i Stockholm.
Svea blev den största och populäraste av kalendrarna i Sverige på 1800-talet, och utkom varje år lagom till jul. Innehållet var, som i de flesta kalendrar vid denna tid, en blandning av litterära försök, poesi, reseskildringar, essäer, kulturella, historiska, tekniska och konstnärliga reflektioner och artiklar. 
Elias Sehlstedt publicerade femton originalbidrag i Svea i form av reseskildringar och poem (1862, 1864, 1865 (2), 1866, 1867 (2), 1868, 1869, 1870, 1871, 1872, 1873, 1874 och 1875. Minnesruna över honom är skriven av Frans Hedberg).
August Strindberg publicerade sju originalbidrag i Svea (1881, 1884, 1887, 1889, 1896, 1903 och 1905).
Sveas största konkurrent var kalendern Nornan, andra var Frideborg och Norden.